# Les Pobles (Aiguamúrcia)
Les Pobles és un poble del terme d'Aiguamúrcia, a l'Alt Camp. Es troba al centre de la part occidental del terme, a la carretera comarcal que l'uneix amb Santes Creus i Pontons, vora el torrent de Bruell, afluent del Gaià.
Amb 170 habitants el 2007 (149 al poble mateix i 21 de disseminats), és un dels nuclis més poblats del municipi. Es va formar al voltant d'antics masos, i en destaca l'església de Santa Maria, del començament del segle xx. Al poble hi ha també un taller artesà d'instruments musicals, un celler dedicat a la fabricació de cava i un hotel inaugurat el 2007.
En direcció a Santes Creus trobem el Mas Miquel, amb vinyes dedicades a l'elaboració de caves i vins de qualitat. En direcció a Pontons, hi ha el mas i l'ermita romànica de Santa Agnès.
Al nord del poble hi ha la urbanització del Mas d'en Perers.